# 东新沙洲
东新沙洲位于南中国海西沙群岛宣德群岛北部，南沙洲以南约500米，为1972年第20号台风中新形成的，西与西新沙洲相望。面积4000平方米，海拔约2米多。1983年中华人民共和国中国地名委员会公布的标准名称为“东新沙洲”。
东新沙洲现由中华人民共和国政府实际控制，行政上划归海南省三沙市管辖。越南政府亦声称拥有其主权。